# Lijst van voetbalinterlands China - Portugal (vrouwen)
Deze lijst van voetbalinterlands is een overzicht van alle officiële voetbalinterlands tussen de nationale vrouwenteams van China en Portugal. De landen hebben tot nu toe acht keer tegen elkaar gespeeld.

## Wedstrijden
| № | Plaats     | Datum            | Competitie                                    | Wedstrijd        | Uitslag            |
| - | ---------- | ---------------- | --------------------------------------------- | ---------------- | ------------------ |
| 1 | Quarteira  | 15 maart 1996    | Algarve Cup 1996                              | China − Portugal | 5 − 0              |
| 2 | Faro       | 10 maart 1997    | Algarve Cup 1997                              | China − Portugal | 3 − 0              |
| 3 | Faro       | 14 maart 1999    | Algarve Cup 1999                              | China − Portugal | 4 − 0              |
| 4 | Montechoro | 12 maart 2008    | Algarve Cup 2008                              | China − Portugal | 1 − 1 (n.p. 5 - 4) |
| 5 | Faro       | 7 maart 2012     | Algarve Cup 2012                              | Portugal − China | 0 − 1              |
| 6 | Parchal    | 11 maart 2015    | Algarve Cup 2015                              | Portugal − China | 3 − 3 (n.p. 8 - 7) |
| 7 | Lagos      | 28 februari 2018 | Algarve Cup 2018                              | Portugal − China | 2 − 1              |
| 8 | Yongchuan  | 4 oktober 2018   | Four Nations Women's Football Tournament 2018 | China − Portugal | 0 − 0              |

## Samenvatting
| Competitie                               | Totaal gespeeld | Winst China | Gelijk | Winst Portugal | Doelsaldo China – Portugal |
| ---------------------------------------- | --------------- | ----------- | ------ | -------------- | -------------------------- |
| Algarve Cup                              | 7               | 4           | 2      | 1              | 18 − 6                     |
| Four Nations Women's Football Tournament | 1               | 0           | 1      | 0              | 0 − 0                      |
| Totaal                                   | 8               | 4           | 3      | 1              | 18 − 6                     |